# Зденек Гумл
Зденек Гумл (чеськ. Zdeněk Huml) — чехо-словацький дипломат. Генеральний консул Чехо-Словаччини в Києві (1986—1990)

## Життєпис
Закінчив Карлів університет, доктор права; У 1983 році закінчив Московський державний інститут міжнародних відносин, міжнародне право; ENA — Національна школа управління, державне управління у 1997 році.
З серпня 1983 по січень 2003 рр. — на дипломатичній роботі в Міністерстві закордонних справ Чехословаччини/Чехії. Генеральний консул Чехо-Словаччини в Києві (1986—1990). Працював консультантом Бюро з демократичних інститутів та прав людини ОБСЄ. Був офіційним спостерігачем від іноземних держав і міжнародних організацій на президентських виборах в Україні у 1999 році.
З лютого 2003 по березень 2003 року — співробітник відділу зовнішніх зв'язків, включений до програми навчання Coca-Cola Beverages Чехія.
З березня 2003 по липень 2017 рр. — Головний виконавчий директор Асоціації виробників безалкогольних напоїв.